# Rollan a Saragossa
Rollan a Saragossa és una cançó de gesta en occità. El text, incomplet, es va descobrir el 1912 copiat en un manual d'un notari del segle xiv junt amb el del Ronsasvals, però el text en si seria anterior.

## Text
El text és acèfal i consta de 1410 versos repartits en només 18 laisses de llargada molt desigual (la 5, la 12 o la 13 volten la desena de versos, mentre que altres en tenen molt més d'un centenar).
Es va descobrir el 1912 entre els papers de Rostan Bonet, notari d'Ate (Apt), a la Valclusa. Avui en dia el manuscrit es conserva en els arxius departamentals d'Avinyó. En un registre de 1398 s'hi troba copiat el text del Rollan a Saragossa i, seguidament, el Ronsasvals. De tota manera, els dos textos serien una còpia d'una producció anterior. Podria ser del primer quart del segle XII; Guillem de Berguedà fa al·lusió a l'episodi de Rotllà a Saragossa en una cançó de vers 1180 (Amics Marques, 210.1).
L'argument ha portat Horrent a qualificar el poema d'"heroico-còmic". Tot i que desconeixem el principi del relat, Rotllà va a Saragossa invitat per la reina sarraïna Brasilmonda (la Bramimonda de la Chanson de Roland). Malgrat que Oliver vol acompanyar-lo, Rotllà el fa quedar fora per poder lluir-se en el combat davant de la reina. Això porta a una discussió entre els amics. Rotllà fan grans proeses matant molts sarraïns, però finalment ha de fugir de la ciutat i demanar ajuda a Oliver, que, enfadat, refusa primer d'ajudar-lo tot i que finalment ho fa. Oliver torna prop de Carlemany i es queixa de Rotllà, però després desapareix per anar a conquerir ell sol un castell sarraí. Quan torna Rotllà, Carlemany li retreu la seva actitud i Rotllà va a cercar Oliver. Finalment es troben i, després d'haver iniciat un combat sense reconèixer's fins que intervenen altres cavallers francesos que desfan el malentès, es reconcilien.

### Edicions modernes
- Roldán a Zaragoza (poema épico provenzal), ed. Carlos Alvar, Zaragoza, 1978 [Amb traducció a l'espanyol]
- Le Roland occitan: édition avec traduction de Ronsasvals, Roland à Saragosse, ed. Gérard Gouiran amb la col·laboració de R. Lafont, Paris, Union générale d'éditions, 1991
- Rolando a Saragozza, a cura di Gian Carlo Belletti, Alessandria, Edizioni dell'Orso, 1998.